# Saison 1973-1974 de la WHL
Saison précédente
La saison 1973-1974 est la 22e et dernière saison de la Western Hockey League. Six équipes jouent 78 matchs de saison régulière à l'issue de laquelle les Roadrunners de Phoenix sont sacrés champions de la Coupe du président.

## Saison régulière

### Classements
| Clt   | Équipe                     | PJ | V  | D  | N | BP  | BC  | Pts |
| ----- | -------------------------- | -- | -- | -- | - | --- | --- | --- |
| +001, | Roadrunners de Phoenix     | 78 | 43 | 32 | 3 | 300 | 273 | 89  |
| +002, | Golden Eagles de Salt Lake | 78 | 41 | 33 | 4 | 356 | 297 | 86  |
| +003, | Gulls de San Diego         | 78 | 40 | 33 | 5 | 278 | 281 | 85  |
| +004, | Buckaroos de Portland      | 78 | 39 | 33 | 6 | 292 | 258 | 84  |
| +005, | Totems de Seattle          | 78 | 32 | 42 | 4 | 288 | 319 | 68  |
| +006, | Spurs de Denver            | 78 | 28 | 50 | 0 | 249 | 335 | 56  |

- En gras : champion de la saison régulière
- En italique : qualifié pour les séries éliminatoires

### Meilleurs pointeurs
| Clt | Joueur          | Équipe    | PJ | B  | A  | Pts |
| --- | --------------- | --------- | -- | -- | -- | --- |
| 1   | Lyle Bradley    | Salt Lake | 76 | 34 | 81 | 115 |
| 2   | Murray Keogan   | Phoenix   | 78 | 31 | 56 | 87  |
| 3   | Danny Gloor     | Seattle   | 76 | 36 | 48 | 84  |
| 4   | Larry Patey     | Salt Lake | 76 | 40 | 43 | 83  |
| 5   | Del Hall        | Salt Lake | 71 | 38 | 41 | 79  |
| 6   | Art Jones       | Portland  | 78 | 19 | 60 | 79  |
| 7   | Howie Hughes    | Portland  | 70 | 41 | 36 | 77  |
| 8   | Ken Campbell    | Portland  | 57 | 30 | 47 | 77  |
| 9   | Dennis Giannini | Portland  | 77 | 44 | 31 | 75  |
| 10  | Bob Collyard    | Denver    | 65 | 27 | 47 | 74  |

## Séries éliminatoires
Les quatre premières équipes de la saison régulière sont qualifiées pour les séries : le premier rencontre le troisième, le deuxième rencontre le quatrième et les vainqueurs jouent la finale. Toutes les séries sont jouées au meilleur des 7 matchs.
|  | Demi-finales | Demi-finales               | Demi-finales | Demi-finales          |   |                        | Finale | Finale | Finale | Finale |
|  |              |                            |              |                       |   |                        |        |        |        |        |
|  |              |                            |              |                       |   |                        |        |        |        |        |
|  | 1            | Roadrunners de Phoenix     | 4            | 4                     |   |                        |        |        |        |        |
|  | 1            | Roadrunners de Phoenix     | 4            | 4                     |   |                        |        |        |        |        |
|  | 3            | Gulls de San Diego         | 0            | 0                     |   |                        |        |        |        |        |
|  | 3            | Gulls de San Diego         | 0            | 0                     | 1 | Roadrunners de Phoenix | 4      | 4      |        |        |
|  |              |                            |              |                       | 1 | Roadrunners de Phoenix | 4      | 4      |        |        |
|  |              |                            | 4            | Buckaroos de Portland | 1 | 1                      |        |        |        |        |
|  | 2            | Golden Eagles de Salt Lake | 4            | Buckaroos de Portland | 1 | 1                      | 1      | 1      |        |        |
|  | 2            | Golden Eagles de Salt Lake |              |                       |   |                        |        | 1      |        |        |
|  | 4            | Buckaroos de Portland      | 4            | 4                     |   |                        |        |        |        |        |
|  | 4            | Buckaroos de Portland      | 4            | 4                     |   |                        |        |        |        |        |

## Récompenses

### Trophée collectif
| Coupe Lester Patrick : Vainqueurs des séries | Roadrunners de Phoenix |

### Trophées individuels
| Outstanding Goalkeeper Award : Meilleur gardien | Rick Charron, Buckaroos de Portland      |
| Leading Scorer Award : Meilleur pointeur        | Lyle Bradley, Golden Eagles de Salt Lake |
| George Leader Cup : Meilleur joueur             | Lyle Bradley, Golden Eagles de Salt Lake |
| Rookie Award : Meilleure recrue                 | Larry Patey, Golden Eagles de Salt Lake  |
| Fred J. Hume Cup : Joueur le plus gentilhomme   | Andrew Hebenton, Buckaroos de Portland   |

### Équipe d'étoiles
Les six joueurs suivants sont élus dans l'équipe d'étoiles :
- Gardien : Rick Charron, Buckaroos de Portland
- Défenseur : John Barber, Roadrunners de Phoenix
- Défenseur : John Miszuk, Gulls de San Diego
- Ailier gauche : Howie Hughes, Buckaroos de Portland
- Centre : Lyle Bradley, Golden Eagles de Salt Lake
- Ailier droit : Howie Young, Roadrunners de Phoenix